# Alberto Barbieri (generale)
Alberto Barbieri (Modena, 21 dicembre 1882 – ...) è stato un generale italiano.
Ha combattuto durante la seconda guerra mondiale ed è ricordato per il suo ruolo in Libia e a Roma (nel periodo 1941/1943), comandando consecutivamente tre corpi d'armata in guerra: X, XVII e di Roma.

## Biografia
Nato a Modena nel 1882, fu patrizio di Modena e nobile della Mirandola. Arruolatosi nel Regio Esercito, nel 1901 entrò come allievo nell'Accademia di artiglieria e genio di Torino, da cui uscì con il grado di sottotenente, assegnato all'arma di artiglieria, il 25 agosto 1902.
Promosso tenente (anzianità 21 agosto 1905), ed in seguito capitano, partecipò alla guerra italo-turca, venendo decorato con la Medaglia di bronzo al valor militare e successivamente alla prima guerra mondiale, al cui termine aveva raggiunto il grado di tenente colonnello, ed era stato decorato di una Medaglia d'argento al valor militare.
Dopo un servizio presso lo Stato maggiore, dal 1 maggio 1919 ebbe le funzioni di capo sezione  al Ministero della guerra e fu insieme allo stato maggiore RE sino al 28 febbraio 1928.
Promosso colonnello nel 1925, assunse il comando dell'11º Reggimento di artiglieria pesante campale, sino al 30 settembre 1927. Quindi, dal seguente 1 ottobre assunse il comando del 12º Reggimento di artiglieria pesante campale conservandolo sino al 30 giugno 1928.
Dal 1 luglio 1928 divenne comandante della scuola centrale di artiglieria a Civitavecchia conservandolo sino al 1930. Dal 1 agosto 1928 fu anche insegnante alle scuole centrali militari a Roma.
Rientrato nello stato maggiore del Regio esercito, fu promosso generale di brigata dal 1 gennaio 1935, divenendo ispettore di mobilitazione della divisione di fanteia del Volturno a Napoli e, dal 16 settembre seguente, assunse la carica di capo di SM. del comando designato d'armata, sempre di Napoli, per passare infine, dal 1 ottobre 1936, al comando dell'artiglieria del corpo d'armata di Bolzano.
Promosso generale di divisione dal 1 luglio 1937, divenne comandante della 61ª divisione fanteria Sirte a Misurata, sino al 9 giugno 1940.
Nel frattempo ottenne le onorificenze dell'ordine dei santi Maurizio e Lazzaro (commendatore il 7 giugno 1938) e dell'ordine della corona d'Italia (grand'ufficiale il 28 ottobre 1939). Permase in Libia anche con l'inizio della guerra ottenendo le funzioni di comando del X corpo d'armata (dal 10 giugno 1940), conservandone la carica anche con la promozione a generale di corpo d'armata il 1 gennaio 1941.
Dal 5 agosto 1941, sostituito nel comando del X corpo dal generale Luigi Nuvoloni, transita al comando superiore FFAA Africa Settentrionale a Tripoli, rimanendovi sino a 4 ottobre seguente. Rimpatriato a Roma, rimarrà al Ministero della guerra sino al 2 novembre per poi assumere il comando del XVII corpo a Roma (per un lungo periodo: 3 novembre 1941 - 14 luglio 1943).
Dal 15 luglio 1943 divenne comandante del corpo d'armata di Roma, un nuovo organismo che inquadra tutte le forze territoriali gia' del presidio militare di Roma.
All'atto dell'armistizio, sciolto il corpo d'armata, si sottrarrà alla cattura dai tedeschi, permanendo a Roma alla macchia, venendo poi, nel giugno 1944, prima sospeso e poi congedato dall'esercito.